# Matěj Kovář
Matěj Kovář (Uherské Hradiště, 17 maggio 2000) è un calciatore ceco, portiere del PSV, in prestito dal Bayer Leverkusen, e della nazionale ceca.

## Carriera

### Club
Kovář ha iniziato la sua carriera con lo Slovácko per poi trasferirsi in Inghilterra nel gennaio 2018, al Manchester Utd. Inizialmente assegnato alla formazione Under-18, a partire dalla stagione 2018-2019 è stato promosso in Under-21 di cui è diventato il portiere titolare. Il 6 agosto 2019 ha esordito in EFL Trophy contro il Rotherham Utd ed il 9 ottobre ha prolungato il suo contratto con i Red Devils. Nel novembre seguente è stato convocato dall'allenatore della prima squadra Ole Gunnar Solskjær in vista della trasferta di UEFA Europa League contro l'Astana, come portiere di riserva del titolare Lee Grant.
Il 28 agosto 2020 è stato ceduto in prestito allo Swindon Town. Ha debuttato con il nuovo club una settimana più tardi contro il Charlton in EFL Cup. Il 5 gennaio 2021 è stato richiamato a Manchester per giocare con l'Under-23, dopo un bottino complessivo di 21 presenze con lo Swindon.
Il 12 settembre 2021 è stato inserito nella lista di giocatori utilizzabili in Premier League per la stagione 2021-2022 ma non è stato mai utilizzato nella prima metà di stagione. Il 31 gennaio 2022 è stato prestato al Burton Albion per i successivi sei mesi. Il 6 aprile ha esordito con la nuova maglia contro il Plymouth.
Il 9 settembre 2022 ha rinnovato il contratto con lo United ed ha fatto ritorno in Repubblica Ceca, in prestito allo Sparta Praga. Ha debuttato in massima divisione il 10 settembre 2022 nel pareggio esterno per 2-2 contro il Teplice. Al termine della stagione ha vinto il campionato da titolare ed è stato votato miglior portiere della competizione.
Il 15 agosto 2023 viene ceduto a titolo definitivo al Bayer Leverkusen. Seppur da vice del titolare Lukas Hradecký ha vinto tre trofei con le aspirine, tra cui il campionato nel 2024.

### Nazionale
Il 15 marzo 2021 è stato incluso nella lista di convocati per l'Europeo Under-21, dove però non ha giocato alcun incontro. Ha esordito con la massima selezione giovanile ceca il 2 settembre dello stesso anno contro la Slovenia U21.
Il 7 settembre 2021 ha ricevuto la prima convocazione con la Nazionale maggiore in sostituzione dell'infortunato Tomáš Vaclík. Esordisce il 26 marzo 2024 nell'amichevole vinta 2-1 contro l'Armenia.

## Statistiche

### Presenze e reti nei club
Statistiche aggiornate al 9 maggio 2024.
| Stagione        | Squadra             | Campionato      | Campionato | Campionato | Coppe nazionali | Coppe nazionali | Coppe nazionali | Coppe continentali | Coppe continentali | Coppe continentali | Altre coppe | Altre coppe | Altre coppe | Totale | Totale | Totale |
| Stagione        | Squadra             | Comp            | Pres       | Reti       | Comp            | Pres            | Reti            | Comp               | Pres               | Reti               | Comp        | Pres        | Reti        | Pres   | Reti   |        |
| --------------- | ------------------- | --------------- | ---------- | ---------- | --------------- | --------------- | --------------- | ------------------ | ------------------ | ------------------ | ----------- | ----------- | ----------- | ------ | ------ | ------ |
| 2019-2020       | Manchester Utd U-21 | -               | -          | -          | -               | -               | -               | -                  | -                  | -                  | FLT         | 4           | 0           | 4      | -4     |        |
| 2020-gen. 2021  | Swindon Town        | FL1             | 18         | -35        | FACup+CdL       | 1+1             | -2 + -3         | -                  | -                  | -                  | FLT         | 1           | -3          | 21     | -43    |        |
| gen.-giu. 2021  | Manchester Utd U-21 | -               | -          | -          | -               | -               | -               | -                  | -                  | -                  | FLT         | 0           | 0           | 0      | 0      |        |
| 2021-gen. 2022  | Manchester Utd U-21 | -               | -          | -          | -               | -               | -               | -                  | -                  | -                  | FLT         | 1           | 0           | 1      | 0      |        |
| gen.-giu. 2022  | Burton Albion       | FL1             | 6          | -4         | FACup+CdL       | 0               | 0               | -                  | -                  | -                  | FLT         | 0           | 0           | 6      | -4     |        |
| 2022-2023       | Sparta Praga        | 1L              | 28         | -28        | CR              | 4               | -6              | -                  | -                  | -                  | -           | -           | -           | 32     | -34    |        |
| 2023-2024       | Bayer Leverkusen    | BL              | 1          | 0          | CG              | 4               | -5              | UEL                | 11                 | -9                 | -           | -           | -           | 16     | -14    |        |
| Totale carriera | Totale carriera     | Totale carriera | 54         | -67        |                 | 10              | -16             |                    | 11                 | -9                 |             | 6           | -7          | 80     | -99    |        |

### Cronologia presenze e reti in nazionale
| Cronologia completa delle presenze e delle reti in nazionale ― Rep. Ceca | Cronologia completa delle presenze e delle reti in nazionale ― Rep. Ceca | Cronologia completa delle presenze e delle reti in nazionale ― Rep. Ceca | Cronologia completa delle presenze e delle reti in nazionale ― Rep. Ceca | Cronologia completa delle presenze e delle reti in nazionale ― Rep. Ceca | Cronologia completa delle presenze e delle reti in nazionale ― Rep. Ceca | Cronologia completa delle presenze e delle reti in nazionale ― Rep. Ceca | Cronologia completa delle presenze e delle reti in nazionale ― Rep. Ceca |
| Data                                                                     | Città                                                                    | In casa                                                                  | Risultato                                                                | Ospiti                                                                   | Competizione                                                             | Reti                                                                     | Note                                                                     |
| ------------------------------------------------------------------------ | ------------------------------------------------------------------------ | ------------------------------------------------------------------------ | ------------------------------------------------------------------------ | ------------------------------------------------------------------------ | ------------------------------------------------------------------------ | ------------------------------------------------------------------------ | ------------------------------------------------------------------------ |
| 26-3-2024                                                                | Praga                                                                    | Rep. Ceca                                                                | 2 – 1                                                                    | Armenia                                                                  | Amichevole                                                               | -1                                                                       |                                                                          |
| 7-6-2024                                                                 | Grödig                                                                   | Rep. Ceca                                                                | 7 – 1                                                                    | Malta                                                                    | Amichevole                                                               | -                                                                        | 46’                                                                      |
| 26-6-2024                                                                | Amburgo                                                                  | Rep. Ceca                                                                | 1 – 2                                                                    | Turchia                                                                  | Euro 2024 - 1º turno                                                     | -1                                                                       | 55’                                                                      |
| 7-9-2024                                                                 | Tbilisi                                                                  | Georgia                                                                  | 4 – 1                                                                    | Rep. Ceca                                                                | UEFA Nations League 2024-2025 - 1º turno                                 | -4                                                                       |                                                                          |
| 10-9-2024                                                                | Praga                                                                    | Rep. Ceca                                                                | 3 – 2                                                                    | Ucraina                                                                  | UEFA Nations League 2024-2025 - 1º turno                                 | -2                                                                       |                                                                          |
| 11-10-2024                                                               | Praga                                                                    | Rep. Ceca                                                                | 2 – 0                                                                    | Albania                                                                  | UEFA Nations League 2024-2025 - 1º turno                                 | -                                                                        |                                                                          |
| 14-10-2024                                                               | Breslavia                                                                | Ucraina                                                                  | 1 – 1                                                                    | Rep. Ceca                                                                | UEFA Nations League 2024-2025 - 1º turno                                 | -1                                                                       |                                                                          |
| 16-11-2024                                                               | Tirana                                                                   | Albania                                                                  | 0 – 0                                                                    | Rep. Ceca                                                                | UEFA Nations League 2024-2025 - 1º turno                                 | -                                                                        |                                                                          |
| 19-11-2024                                                               | Olomouc                                                                  | Rep. Ceca                                                                | 2 – 1                                                                    | Georgia                                                                  | UEFA Nations League 2024-2025 - 1º turno                                 | -1                                                                       |                                                                          |
| 22-3-2025                                                                | Hradec Králové                                                           | Rep. Ceca                                                                | 2 – 1                                                                    | Fær Øer                                                                  | Qual. Mondiali 2026                                                      | -1                                                                       |                                                                          |
| 25-3-2025                                                                | Faro                                                                     | Gibilterra                                                               | 0 – 4                                                                    | Rep. Ceca                                                                | Qual. Mondiali 2026                                                      | -                                                                        |                                                                          |
| 6-6-2025                                                                 | Plzeň                                                                    | Rep. Ceca                                                                | 2 – 0                                                                    | Montenegro                                                               | Qual. Mondiali 2026                                                      | -                                                                        |                                                                          |
| 9-6-2025                                                                 | Osijek                                                                   | Croazia                                                                  | 5 – 1                                                                    | Rep. Ceca                                                                | Qual. Mondiali 2026                                                      | -5                                                                       |                                                                          |
| Totale                                                                   |                                                                          | Presenze                                                                 | 13                                                                       |                                                                          | Reti                                                                     | -16                                                                      |                                                                          |

## Palmarès

### Club

#### Competizioni nazionali
- Campionato ceco: 1

Sparta Praga: 2022-2023
- Campionato tedesco: 1

Bayer Leverkusen: 2023-2024
- Coppa di Germania: 1

Bayer Leverkusen: 2023-2024
- Supercoppa di Germania: 1

Bayer Leverkusen: 2024
- Supercoppa dei Paesi Bassi: 1

PSV: 2025